# Right Round
Right Round è un singolo del rapper statunitense Flo Rida, pubblicato il 27 gennaio 2009 come primo estratto dal secondo album in studio R.O.O.T.S..

## Descrizione
Il singolo ha visto la collaborazione della cantautrice statunitense Ke$ha, all'epoca ai suoi esordi. Nella versione statunitense, tuttavia Ke$ha non viene accreditata in alcun modo ed ha rifiutato di apparire nel video, in quanto voleva diventare famosa senza dipendere dal successo di un altro.
Il brano è stato scritto e prodotto da Bruno Mars, Philip Lawrence e Ari Levine, e riprende la stessa melodia del famoso brano del 1984 You Spin Me Round (like a Record) dei Dead or Alive.
Nel gennaio 2009 il brano è stato diffuso in radio negli Stati Uniti, dove il mese seguente è uscito anche per il download, mentre il 23 marzo è stato pubblicato su CD dall'etichetta discografica Atlantic Records.
Il brano risulta aver venduto oltre 12 milioni di copie globalmente, risultando il più grande successo di Flo Rida.
Right Round è stato usato anche come colonna sonora nei titoli di coda del celebre film Una notte da leoni.

## Tracce
CD singolo
1. Right Round – 3:26
2. Right Round (Strumentale) – 3:26

CD maxi-singolo
1. Right Round – 3:26
2. Right Round (Strumentale) – 3:26
3. In the Ayer (feat. will.i.am) (Jason Nevins Mix)
4. Right Round (Video)

## Classifiche
| Classifica (2009)                 | Posizione massima |
| --------------------------------- | ----------------- |
| Australia                         | 1                 |
| Austria                           | 2                 |
| Belgio (Fiandre)                  | 2                 |
| Belgio (Vallonia)                 | 1                 |
| Canada                            | 1                 |
| Danimarca                         | 3                 |
| Paesi Bassi                       | 3                 |
| Europa                            | 2                 |
| Finlandia                         | 3                 |
| Francia                           | 2                 |
| Germania                          | 4                 |
| Irlanda                           | 1                 |
| Italia                            | 18                |
| Giappone                          | 8                 |
| Lettonia                          | 7                 |
| Lussemburgo                       | 4                 |
| Nuova Zelanda                     | 2                 |
| Norvegia                          | 2                 |
| Svezia                            | 2                 |
| Svizzera                          | 2                 |
| Turchia                           | 1                 |
| Regno Unito                       | 1                 |
| Stati Uniti                       | 1                 |
| Billboard Hot Rap Tracks          | 3                 |
| Billboard Hot Dance Singles Sales | 6                 |
| Billboard Pop 100                 | 1                 |